# جنوبيكس
جنوبيكس (بالإنجليزية: Gnoppix )‏ هو نظام تشغيل يهدف إلى توفير بيئة جنوم كبيئة لسطح المكتب على قرص إقلاع -لايف سي دي-.
اقتبس الاسم من كنوبيكس. التي تستخدم بيئة سطح المكتب كدي كواجهة للمستخدم، استبدل حرف كي الدال على واجهة «كدي» بحرف جي اختصارا لجنوم.
كما كنوبيكس، تم اعتماد توزيعة دبيان جنو/لينوكس كأساس لبناء جنوبيكس.
بالرغم من كون التوزيعة بنيت أساسا للعمل من خلال قرص الإقلاع الا انه بالإمكان تثبيتها على القرص الصلب.
آخر إصدارات جنوبيكس اعتمد في بنائها على توزيعة اوبنتو.